# Quesada (Espagne)
Pour les articles homonymes, voir Quesada.
Quesada est une commune située dans la province de Jaén en Espagne.

## Géographie
C'est tout près de Quesada, toujours dans le territoire de la municipalité, dans la Sierra de Cazorla, que se trouve la source du fleuve Guadalquivir.

## Administration
| Période                                  | Période | Identité | Étiquette | Qualité |
| ---------------------------------------- | ------- | -------- | --------- | ------- |
| N/A                                      | N/A     | N/A      | N/A       | Maire   |
| Les données manquantes sont à compléter. |         |          |           |         |

## Personnalités liées à la commune

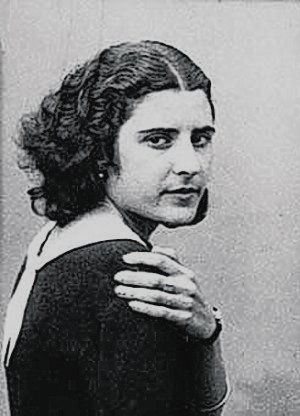
Josefina Manresa, femme de lettres, née à Quesada.

- Josefina Manresa (1916-1987), écrivaine.